# Bitō Nishū

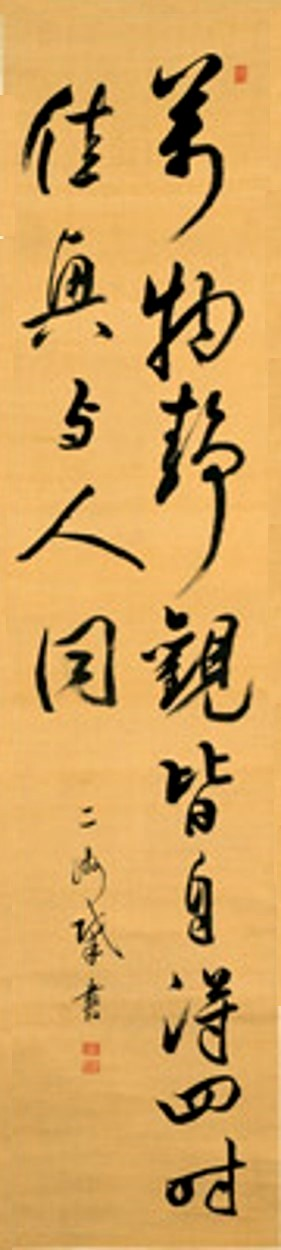
Bitō Nishū Kalligraphie

Bitō Nishū (japanisch 尾藤 二洲; geboren 1. November 1747 in Kawanoe (Provinz Iyo); gestorben 24. Januar 1814 in Edo) war ein japanischer konfuzianischer Gelehrter der mittleren und späten Edo-Zeit. Er war einer der „Drei Gelehrten der Kansei-Zeit“.

## Leben und Wirken

### Leben
Bitō Nishū hieß eigentlich mit Vornamen Takamoto (孝肇), wurde gewöhnlich Chōsuke (良佐) genannt und führte unter anderem die „Gō“ Nishū, Yakusan (約山), Shizuyoriken (静寄軒). Er wurde als Sohn eines Schifffahrtsunternehmers geboren. Als er fünf Jahre alt war, litt er an einer Beinkrankheit, die ihm das Gehen erschwerte, und so beschloss er, sich auf ein Studium zu konzentrieren. Im Jahr 1770 ging er nach Osaka, um bei Katayama Hokkai (片山 北海; 1723–1790) zu studieren. Später eröffnete er eine Privatschule, wo er mit Nakai Riken (1732–1817), Leiter der Schule „Kaitokudō“ (懐徳堂) und Rai Shunsui (頼 春水; 1756–1816) in Kontakt war und danach strebte, sich vom Einfluss des Gelehrten Ogyū Sorai (1666–1728) zu lösen und den Neokonfuzianismus wiederzubeleben.
Im Jahr 1787 veröffentlichte Bitō „Seigaku Shishō“ (正学指掌), das die Grundlagen des Neokonfuzianismus in leicht verständlicher japanischer Sprache beschrieb. Aufgrund des Verbots europäischer Studien in der Kansei-Ära und der Reform der Unterrichtsstätte „Shōheisaka-Gakumonjo“ (昌平坂学問所) als Teil der Yushima Seidō in Edo wurde er 1791 aus den Reihen der Konfuzianisten der Stadt zum Lehrer ausgewählt und war 20 Jahre lang für die Leitung  der kurz „Shōheikō“ (昌平黌) genannten Einrichtung  und die Erziehung der Kinder der Gefolgsleute des Shogun verantwortlich. Da er Schwierigkeiten beim Gehen hatte, wurde ihm ein offizieller Wohnsitz auf dem Gelände der Schule zugewiesen.
Nach seinem Tod wurde Bitō, wie seine Kollegen Shibano und Koga Seiri (1750–1817), auf dem präkonfuzianischen Friedhof im Stadtteil Otsuka (大塚) von Edo beigesetzt.

### Weitere Werke
Bitō war Theoretiker der neokonfuzianischen Kansei-Schule, zu der auch Rai Shunsui, Koga Seiri und andere gehörten. Seine Hauptwerke  sind
- „Susanroku“ (素餐録) – „Bericht über kümmerliche Verdienste“
- „Takugen“ (択言) – „Ausgewählte Worte“ sind eine Sammlung der Ergebnisse seiner neokonfuzianischen Studien.

Darüber hinaus verfasste er
- „Seimei“ (正名), in dem die Frage des „wahren Namens“ erörtert wird, und
- „Shōi shigon“ (称謂私言) und „Chūyō“ (中庸) – „Mäßigung“ der die Interpretation von „Moderation“ veranschaulicht,
- „Chūyō shūshō zukai“ (中庸首章図解) – etwa  „Erläuterungen zur Mäßigung“,

Es gibt die Essay-Sammlungen
- „Seikiken-shū“ (静寄軒集) und
- „Todoku shoyo“ (冬読書余) – etwa „Lesestoff für den Winter“.

Nach Bitōs Tod erschien unter anderem „Seikiken yohitsu“ (静寄軒余筆).